# Alvise Martinengo
Alvise Martinengo, il cui nome è talvolta italianizzato in Luigi (Brescia, 1522 – Famagosta, 4 agosto 1571), è stato un nobile e militare italiano, cittadino della Repubblica di Venezia. Fu uno dei comandanti veneziani nella difesa della città di Famagosta, durante l'assedio da parte dell'Impero ottomano.

## Biografia
Discendente del ramo Delle Palle della famiglia Martinengo, Alvise era figlio del conte bresciano Battista da Martinengo e della trevigiana Paola del Corno, sua seconda moglie. Il padre, come molti esponenti della sua famiglia, aveva fatto carriera all’interno dell’esercito veneziano, combattendo per trentadue anni contro l’Impero ottomano e nelle Guerre d’Italia. Alvise intraprese il suo stesso percorso. La sua prima condotta fu al servizio della Serenissima, guidando come capitano una compagnia di fanti.
Successivamente, nel 1544, Alvise passò al servizio di Cosimo I de’ Medici, duca di Firenze. Divenuto comandante della sua guardia personale, mantenne la carica per cinque anni, fino al 1548. Anche negli anni successivi, dopo aver terminato questo servizio, Alvise continuò ad avere un rapporto epistolare con il duca di Firenze. Le ultime lettere sarebbero state spedite solo poco prima della sua morte, quando Alvise si trovava già a Famagosta. Sempre durante gli anni a Firenze, Alvise sposò nel 1547 Lelia di Gherardo Martinengo, del ramo Colleoni. Da questa unione, però, non ebbe una discendenza.
Ritornato nella Repubblica di Venezia, nel 1558 acquistò una parte del palazzo vescovile sul lago di Iseo per ampliare la propria residenza di villeggiatura (forse quella già fatta costruire dal padre). Quindi, nel 1562 partecipò alla cosiddetta fazione dell'Oglio, uno scontro tra le città di Brescia e Cremona per il controllo del fiume Oglio e di alcuni terreni a esso confinanti. Nel 1566, invece, ricoprì una nuova carica militare, ricevendo il compito di addestrare le ordinanze della città di Verona.

### La guerra di Cipro
Tra il luglio 1569 e il gennaio 1570, la Serenissima vide ingrandirsi sempre più la minaccia ottomana verso Cipro. L'isola era una delle più importanti colonie dello Stato da mar veneziano, perché la sua vicinanza con la Siria e l'Egitto la rendevano un approdo fondamentale per il commercio marittimo. Nel marzo 1570, essendo ormai chiare le intenzioni degli ottomani, Venezia iniziò a mobilitarsi, e con essa i suoi sudditi. Brescia fu una delle prime città a farsi avanti, offrendo un contingente di 1000 fanti equipaggiato dalla città e guidato da nobili bresciani. Tra questi non vi era però Alvise, che quell'anno si trovava già in Oriente: per la precisione a Creta, come governatore generale de La Canea.
Dopo alcuni mesi di preparativi e di schermaglie da entrambe le parti, l'esercito ottomano iniziò finalmente a sbarcare a Cipro il 1 luglio 1570. Il luogotenente veneziano Nicolò Dandolo non rispose subito, scegliendo un atteggiamento cauto, in opposizione ai suggerimenti dei suoi sottoposti. Ciò permise agli Ottomani di completare lo sbarco e di attaccare Nicosia, la capitale dell'isola, nella quale si era rifugiato il Dandolo. L'assedio, previsto molto arduo a causa delle fortificazioni della città, durò invece meno di due mesi: il 9 settembre la città cadde, e in breve tempo venne seguita dal resto dell'isola. Solo la città di Famagosta decise di resistere, guidata dal rettore Marcantonio Bragadin e dal governatore Astorre Baglioni.
Nel frattempo, per contrastare l'avanzata ottomana, Venezia era riuscita a mettere in campo la propria flotta e a ottenere, grazie al papa Pio V, l'aiuto spagnolo. Insieme, le tre potenze schierarono 205 navi (di cui 179 galee e 11 galeazze). Il 31 agosto le flotte alleate si riunirono a Suda. Da qui, dopo accese discussioni, i vari capi decisero di partire il 18 settembre per portare aiuto a Nicosia. In questa occasione, anche Alvise si imbarcò, portando con sé dodici fanti. La spedizione, però, tornò subito indietro, dopo aver ricevuto la notizia della caduta della città. 
Tornate a Creta, le flotte iniziarono a separarsi, dovendo affrontare l'avvicinarsi dell'inverno e le conseguenze di una campagna che era stata provante per gli uomini e per le imbarcazioni. Nel frattempo giunse notizia di come gli Ottomani fossero passati ad assediare l'ultima fortezza veneziana, Famagosta. Per questa ragione, mentre buona parte della flotta si disperdeva nelle altre basi, gli ufficiali veneziani rimasti a Creta cominciarono a reclutare un contingente di 1500 uomini, da poter condurre a Famagosta: inizialmente, il loro comando venne affidato al colonnello Rangone Pallavicino, ma dopo la sua morte passò ad Alvise.
Nel gennaio 1571, egli partì finalmente con i suoi soldati alla volta di Famagosta: furono imbarcati su quattro navi da trasporto (che, con loro, portavano rifornimenti per la città), ed erano scortati da tredici galee guidate da Marco Querini. Dopo alcuni giorni di navigazione, la squadra veneziana riuscì a forzare il blocco navale ottomano e a sbarcare in a Famagosta.

### L'assedio di Famagosta
Dopo essere giunto a Famagosta, ad Alvise venne affidato il comando sull'artiglieria e la difesa del rivellino di Limassol. La posizione era particolarmente importante, perché difendeva la porta dalla quale la guarnigione veneziana poteva condurre delle sortite contro l'esercito assediante.

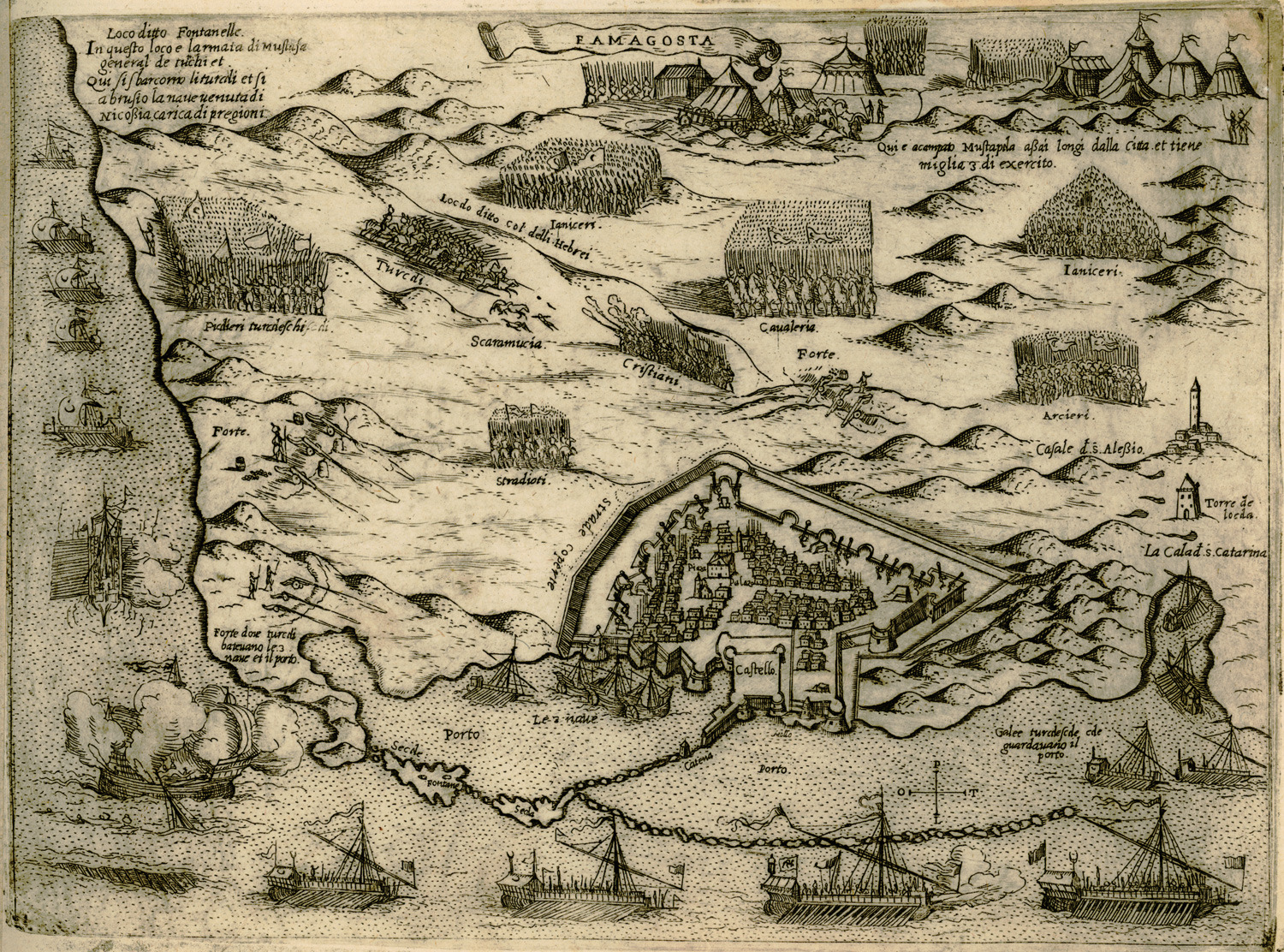
Rappresentazione dell'assedio realizzata da Giovanni Camocio, 1574.

Il 9 luglio 1571, di fronte al terzo assalto ordinato dal comandante ottomano Lala Kara Mustafa Pascià, Alvise decise di far esplodere la mina che era stata preparata per rispondere a tale eventualità. L'esplosione distrusse il rivellino, uccidendo 1500 assalitori e alcune centinaia di difensori. Si trattò di una decisione dibattuta: per alcuni fu un sacrificio necessario, che diede respiro alla guarnigione veneziana, mentre secondo altri il tempismo fu sbagliato e comportò un crollo del morale dei difensori. Un'altra mina venne fatta esplodere il 14 luglio, ma queste azioni non erano sufficienti a fermare l'assedio ottomano.
Dopo altre due settimane, il 1 agosto cominciarono le trattative tra Mustafa Pascià e i comandanti veneziani. Inizialmente, esse sembravano portare a una resa onorevole; il 4 agosto, però, durante la consegna delle chiavi della città, la situazione precipitò a causa di un litigio tra Mustafa Pascià e Marcantonio Bragadin. La dinamica dello scontro non venne mai precisamente chiarita, ma sicuramente essa portò alla famosa decisione del comandante ottomano di far torturare e scorticare vivo il rettore veneziano. Insieme a lui, anche gli altri capi veneziani presenti vennero fatti uccidere. Tra questi vi fu Alvise Martinengo, che venne prima impiccato tre volte (a causa di due strappi consecutivi della corda della forca) e poi decapitato. La sua testa, come quella di Gian Antonio Querini, venne appesa al pennone della galea di Mustafa Pascià, accanto al manichino di pelle impagliata di Bragadin.
Dopo la sua morte, la Repubblica decise di assegnare alla sua moglie vedova Lelia una pensione a vita di 300 ducati.